# Boldewin von Marenholtz
Boldewin von Marenholtz (auch Balduin Marenholtz; † 11. Dezember 1532 in Lüneburg) war ein deutscher römisch-katholischer Theologe und letzter katholischer Abt des Klosters St. Michaelis in Lüneburg.

## Leben
Marenholtz stammte aus einem lüneburgischen Adelsgeschlecht und legte am 29. April 1492 im Benediktinerkloster St. Michaelis seine Profess ab. Anschließend ging er zum Studium der Theologie und möglicherweise auch der Rechtswissenschaft, nach Italien. Nach seiner Rückkehr wurde er 1505 zum 39. Abt des Klosters gewählt. Die Wahl wurde durch den Bischof von Verden Christoph von Braunschweig-Wolfenbüttel am 8. Dezember 1505 bestätigt. Seine Infulierung erfolgte jedoch erst 1506. Marenholtz setzte sich für die Einrichtung eines Landgerichts in Uelzen ein, dessen erster Präsident er 1506 wurde. In dieser Position vermittelte er Verträge zwischen weltlichen Herrschaften sowie für sein Kloster.
Marenholtz’ Amtszeit fiel in die Zeit der Reformation. Nachdem er sich zunächst erfolgreich wehrte, musste er 1528 zwei erste protestantische Prediger an seiner Kirche St. Michaelis einstellen. 1530 verbot die Stadt Lüneburg ihren Bürgern den Besuch des katholischen Gottesdienstes. Zudem geriet er in Konflikt mit dem Reformator Stephan Kempe. In diese Zeit fiel auch die Errichtung einer Wasserleitung für die Stadt und das Kloster, die 1530 als Abtswasserkunst fertiggestellt wurde.
Marenholtz konnte von Kaiser Karl V. das Generalprivileg für seine Abtei und die Nonnenklöster erlangen. Jedoch brach sich die Reformation unaufhaltsam Bahn. Am Michaelstag 1532 wurde die letzte katholische Messe in St. Michaelis gelesen. In dieser Zeit waren nur noch zwei Mitglieder des Klosters katholisch. Am 9. Dezember 1532 nahmen schließlich Prior des Klosters Herbord von Holle, der später sein protestantischer Nachfolger werden sollte, sowie der überwiegende Teil der Kapitularen das Abendmahl durch den Protestanten Andreas Garding in beiderlei Gestalt ein. Nur zwei Tage später starb Marenholtz an einem Schlaganfall.